# پیوتر کوتلیارفسکی
پیوتر استپانوویچ کوتلیاروفسکی (۲۳ ژوئن ۱۷۸۲- ۲ نوامبر ۱۸۵۲) یک قهرمان نظامی روسیه در اوایل سده ۱۹ میلادی بود.

## زندگینامه
وی در روستای اولخوواتکا در نزدیکی خارکیف در خانواده ای از روحانی متولد شد. کوتلیاروفسکی در هنگ مرزی پیاده در نزدیکی موزدوک آورده شد. وی بخاطر استثمارهای خود در زمان حمله روسیه به ایران توسط والرین زوبوف در سال ۱۷۹۶مأمور ارتقاء یافت.
رهبری و دلاوری او باعث شد تا او در طول جنگ روس-ترکیه (۱۸۱۲-۱۸۰۶) و جنگ ایران و روسیه (۱۸۱۳–۱۸۰۴) به یک شهرت ملی تبدیل شود. در سال ۱۸۱۰ او ارگ مغری را در دست گرفت و در برابر محاصره ارتش ایران مقاومت کرد و سپس آنها را در رودخانه ارس شکست داد. وی در سال ۱۸۱۲، عباس میرزا را در نبرد اصلاندوز شکست داد و با کمتر از ۲۵۰۰ سرباز، به لنکران را یورش برد. پس از آن، ایرانیان از در صلح وارد شدند و کوتلیاروفسکی به عنوان فرمانده پیاده نظام (درجه‌ای برابر با سرتیپ کامل در سایر ارتش‌ها) ارتقا یافت. او که از زخم‌ها رنج میبرد، مجبور شد از خدمت فعال خود بازنشسته شود و بقیه عمر خود را در فئودوسیا گذراند، جایی که سرانجام درگذشت.
یک هنرمند محلی، ایوان آیوازوفسکی، مقبره کوتلیاروفسکی را ابداع کرد، در حالی که شاهزاده ورونتسوف دستور داد تندیس خود را در گنجه بنا کنند.